# Curtiss 10 hp

Curtiss 10 hp

Die Curtiss 10 hp (1909) war ein Motorrad des amerikanischen Herstellers Curtiss. Der spektakuläre W-Motor galt als der stärkste Serienmotor seiner Zeit. Wie viele Exemplare gefertigt wurden, ist nicht bekannt. 

## Entwicklung und Technik
Glenn Curtiss entwickelte direkt nach seinem Curtiss V8-Rennmotorrad einen W-Motor, in Anlehnung an die Konstruktion Alessandro Anzanis, der später auch als Antrieb für Flugzeuge Verwendung finden konnte. Im Februar 1909 wurde die Dreizylinder Curtiss 10 hp mit 1.326 cm³ Hubraum und IOE-Ventilsteuerung sowie Riemenantrieb vorgestellt. Die drei Zylinder standen in einem Winkel von 50 Grad zueinander, der hintere Zylinder wurde von einem separaten, die vorderen Zylinder von einem Vergaser versorgt; die Verbrennung wurde über Batteriezündung eingeleitet. Für das Motorrad, das einen durch doppeltes Oberrohr verstärkten Einrohrrahmen aufwies und auf 26 Zoll-Reifen rollte, wurde die Höchstgeschwindigkeit von 90 Meilen pro Stunde (≈ 145 km/h) angegeben.